# 5650 Mochihito-o
5650 Mochihito-o là một tiểu hành tinh vành đai chính với chu kỳ quỹ đạo là 1546.9328534 ngày (4.24 năm).
Nó được phát hiện ngày 10 tháng 12 năm 1990.